# Martin Moudrý (spisovatel)
Martin Moudrý je pseudonym českého spisovatele, autora knih na pomezí science fiction, fantasy a hororu. V roce 2004 vyšel jeho první román Kat –  volné pokračování Cesty krve Jiřího Kulhánka. 
Vedle pseudonymu autora románu Kat – Martin Moudrý – uvedl i přezdívku Jafff, pod kterou vystupuje na diskusním webu Okoun.cz.

## Knihy
- Cesta krve 3 - Kat (2004)
- Temné záblesky (2006)
- Konec křížů (2008)
- Devátá sféra 1 (2008)
- Devátá sféra 2 (2009)
- Iustus 1 (2010)
- Iustus 2 (2010)
- Grafomág 1 - Kamarád do deště (2011)
- Grafomág 2 - Nemoáry (2012)